# Средњи Салаш
Средњи Салаш је насеље у Србији у општини Бачка Топола у Севернобачком округу. Према попису из 2022. било је 66 становника.

## Демографија
У насељу Средњи Салаш живи 143 пунолетна становника, а просечна старост становништва износи 43,5 година (40,2 код мушкараца и 46,5 код жена). У насељу има 60 домаћинстава, а просечан број чланова по домаћинству је 2,87.
Ово насеље је углавном насељено Србима (према попису из 2002. године), а у последња три пописа, примећен је пад у броју становника.
Иначе, ово село је некада носило име Генерал Илићево.
|  |

| Демографија | Демографија | Демографија |
| Година      | Становника  | Становника  |
| ----------- | ----------- | ----------- |
| 1948.       | 242         |             |
| 1953.       | 218         |             |
| 1961.       | 266         |             |
| 1971.       | 263         |             |
| 1981.       | 205         |             |
| 1991.       | 183         | 180         |
| 2002.       | 172         | 172         |
| 2011.       | 104         |             |

| Етнички састав према попису из 2002.‍ | Етнички састав према попису из 2002.‍ | Етнички састав према попису из 2002.‍ | Етнички састав према попису из 2002.‍ | Етнички састав према попису из 2002.‍ |
| ------------------------------------ | ------------------------------------ | ------------------------------------ | ------------------------------------ | ------------------------------------ |
|                                      |                                      |                                      |                                      |                                      |
| Срби                                 | Срби                                 |                                      | 152                                  | 88,37%                               |
| Југословени                          | Југословени                          |                                      | 11                                   | 6,39%                                |
| Хрвати                               | Хрвати                               |                                      | 6                                    | 3,48%                                |
| Мађари                               | Мађари                               |                                      | 2                                    | 1,16%                                |
| непознато                            | непознато                            |                                      | 0                                    | 0,0%                                 |

| Година пописа     | 1948. | 1953. | 1961. | 1971. | 1981. | 1991. | 2002. |
| ----------------- | ----- | ----- | ----- | ----- | ----- | ----- | ----- |
| Број домаћинстава | 67    | 70    | 80    | 84    | 73    | 70    | 60    |

| Број чланова      | 1  | 2  | 3  | 4  | 5 | 6 | 7 | 8 | 9 | 10 и више | Просек |
| ----------------- | -- | -- | -- | -- | - | - | - | - | - | --------- | ------ |
| Број домаћинстава | 13 | 13 | 14 | 13 | 3 | 4 | 0 | 0 | 0 | 0         | 2,87   |

| Пол    | Укупно | Неожењен/Неудата | Ожењен/Удата | Удовац/Удовица | Разведен/Разведена | Непознато |
| ------ | ------ | ---------------- | ------------ | -------------- | ------------------ | --------- |
| Мушки  | 71     | 26               | 42           | 1              | 2                  | 0         |
| Женски | 80     | 13               | 42           | 22             | 3                  | 0         |
| УКУПНО | 151    | 39               | 84           | 23             | 5                  | 0         |

| Пол    | Укупно                    | Пољопривреда, лов и шумарство | Рибарство                            | Вађење руде и камена | Прерађивачка индустрија       |
| ------ | ------------------------- | ----------------------------- | ------------------------------------ | -------------------- | ----------------------------- |
| Мушки  | 40                        | 31                            | 0                                    | 0                    | 3                             |
| Женски | 12                        | 9                             | 0                                    | 0                    | 3                             |
| УКУПНО | 52                        | 40                            | 0                                    | 0                    | 6                             |
| Пол    | Производња и снабдевање   | Грађевинарство                | Трговина                             | Хотели и ресторани   | Саобраћај, складиштење и везе |
| Мушки  | 0                         | 3                             | 0                                    | 0                    | 1                             |
| Женски | 0                         | 0                             | 0                                    | 0                    | 0                             |
| УКУПНО | 0                         | 3                             | 0                                    | 0                    | 1                             |
| Пол    | Финансијско посредовање   | Некретнине                    | Државна управа и одбрана             | Образовање           | Здравствени и социјални рад   |
| Мушки  | 0                         | 0                             | 0                                    | 0                    | 1                             |
| Женски | 0                         | 0                             | 0                                    | 0                    | 0                             |
| УКУПНО | 0                         | 0                             | 0                                    | 0                    | 1                             |
| Пол    | Остале услужне активности | Приватна домаћинства          | Екстериторијалне организације и тела | Непознато            | Непознато                     |
| Мушки  | 1                         | 0                             | 0                                    | 0                    | 0                             |
| Женски | 0                         | 0                             | 0                                    | 0                    | 0                             |
| УКУПНО | 1                         | 0                             | 0                                    | 0                    | 0                             |